# 海洋委員會海巡署東部分署
海洋委員會海巡署東部分署（簡稱東部分署），是中華民國海岸執法及巡防救難專責單位，隸屬於海洋委員會海巡署的四級機關。平時負責巡防各港口、沿岸地區、離島查緝走私貨物和毒品、犯罪逃亡的司法警察，戰時亦可成為第一線精銳之戰鬥部隊。分署人員編制，多為中華民國國軍現役軍人。
前身為以原東部地區海岸巡防司令部改制而成的行政院海岸巡防署海岸巡防總局東部地區巡防局，分署本部設在臺東縣臺東市，執法範圍橫跨花蓮縣與台東縣，北起大濁水溪，南迄塔瓦溪及綠島、蘭嶼等兩離島，海岸線全長373.3公里。2018年4月28日改制。

## 沿革
- 1958年5月，於臺灣東部成立「東部地區警備司令部」，駐地在台東市岩灣地區。
- 1992年8月1日，將臺灣警備總司令部改制為海岸巡防司令部，全銜為「軍管區司令部暨海岸巡防司令部」。東部地區警備司令部隨之改制為「東部地區海岸巡防司令部」
- 2000年1月28日，行政院整合海岸巡防司令部、內政部警政署水上警察局及財政部關稅總局相關海洋海岸事務，成立「行政院海岸巡防署」，原海岸巡防司令部改編為「行政院海岸巡防署海岸巡防總局」，東部地區海岸巡防司令部隨之改制為「行政院海岸巡防署海岸巡防總局東部地區巡防局」。
- 2018年4月28日，隨行政院海岸巡防署改制為海洋委員會海巡署而改制為「海洋委員會海巡署東部分署」，另原下轄的機動查緝隊改隸新成立的海巡署偵防分署。
- 2019年7月15日，東部分署成立宜花東地區第一支無人機隊，作為執行海域及岸際搜索、取締越界捕魚、救生救難及打擊海上走私與偷渡的新利器。第一三岸巡隊無人機區隊編組，獲撥4架旋翼型無人飛行載具，每架無人機價格新臺幣400萬元，機體長1.885公尺，可導控距離約30公里，飛行時間約50分鐘；攝影鏡頭具夜視功能，可放大30倍，甚至可以針對海岸地形地貌改變進行大數據分析，找出其中差異[3]。

## 歷任首長
東部地區海岸巡防司令部 司令
東部地區巡防局 局長
| 任別 | 姓名   | 任職期間                 | 備註 |
| ---- | ------ | ------------------------ | --- |
| 1    | 張立達 | 2000年1月28日－2002年    | 海軍少將，曾任警政署長羅張機要秘書 後任行政院海岸巡防署後勤處處長                                                                      |
| 2    | 林高智 | 2002年－2004年11月24日   | 憲兵學校專修63年班，陸軍少將 原任行政院海岸巡防署情報處處長 因動用公務資源安排時任考試院長姚嘉文私人行程，遭媒體披露後記過調任專門委員 |
| 3    | 林星亨 | 2004年11月25日－         | 中央警官學校正科39期 原任行政院海岸巡防署勤務指揮中心主任 後任海洋巡防總局副總局長                                                     |
| 4    |        |                          | |
| 5    | 龔光宇 | －2007年7月              | 中央警官學校正科42期 原任北部地區巡防局副局長 後任中部地區巡防局局長                                                                   |
| 6    | 濮海清 | 2007年7月－2010年        | 原任行政院海岸巡防署勤務指揮中心主任                                                                                                   |
| 7    | 馬士林 | 2010年－2012年           | |
| 8    | 許績陵 | 2012年－2015年2月10日    | 憲兵學校70年班，陸軍少將 原任海岸巡防總局主任秘書 後任北部地區巡防局局長                                                               |
| 9    | 童盛雄 | 2015年2月11日－2017年2月 | 陸軍官校專科3期，陸軍少將 屆齡退伍 |
| 10   | 胡忠安 | 2017年2月－2018年4月27日 | |

東部分署 分署長
| 任別 | 姓名   | 任職期間                     | 備註                                                                                                   |
| ---- | ------ | ---------------------------- | --- |
| 1    | 胡忠安 | 2018年4月28日－2019年2月1日  | 陸軍官校正期73年班，陸軍少將 原任東部地區巡防局局長 組改分署後首任分署長，屆齡退伍                     |
| 代理 | 李佩璘 | 2019年2月1日－2019年3月25日  | 海洋委員會海巡署參議代理                                                                               |
| 2    | 李佩璘 | 2019年3月26日－2020年7月31日 | 中正理工學院專科73年班，陸軍少將 原任海巡署中部分署分署長 屆齡退伍，後任海巡署署長辦公室主任(機要任用) |
| 3    | 陳學良 | 2020年8月1日－2023年7月15日  | 陸軍官校正期79年班，陸軍少將 原任海巡署東部分署副分署長 屆齡退伍                                       |
| 代理 | 楊俊宜 | 2023年7月16日－2023年9月22日 | 副分署長代理                                                                                           |
| 4    | 蔡順元 | 2023年9月23日－2024年8月25日 | 陸軍官校正期82年班，陸軍少將 原任海巡署教育訓練測考中心主任                                            |
| 5    | 蔡茂埕 | 2024年8月26日－現任          | 中央警官學校正科51期，警監二階 原任海巡署金馬澎分署副分署長                                            |

## 組織

### 分署本部
- 分署長1人（簡任第十一職等至第十二職等、警監或少將）
  - 副分署長2人（簡任第十職等至第十一職等、警監、少將或上校）
  - 主任秘書1人（薦任第九職等至簡任第十職等、警監、上校或中校）

#### 業務單位
- 巡防科
- 檢管科
- 後勤科
- 通電資訊科
- 督察科
- 勤務指揮中心
- 秘書室
- 人事室
- 主計室

### 第一二岸巡隊（花蓮）

##### 機動巡邏站
- 第一機動巡邏站（新社）
- 第二機動巡邏站（沙東）

##### 安檢所
- 和平工業港安檢所（和平工業專用港）
- 崇德安檢所（秀林鄉）
- 七星潭安檢所（七星潭）
- 花蓮漁港安檢所（花蓮漁港）
- 花蓮商港安檢所（花蓮港）
- 鹽寮漁港安檢所（鹽寮漁港）
- 磯崎安檢所（加蘭溪出海口）
- 新社安檢所（豐濱鄉）
- 石梯漁港安檢所（石梯漁港）

### 第一三岸巡隊（臺東）

#### 第八零岸巡中隊

##### 機動巡邏站
- 第一機動巡邏站（烏石鼻）
- 第二機動巡邏站（伽路蘭）
- 第三機動巡邏站（三和）

##### 安檢所
- 長濱漁港安檢所（長濱漁港）
- 烏石鼻漁港安檢所（烏石鼻漁港）
- 小港漁港安檢所（小港漁港）
- 新港漁港安檢所（新港漁港）
- 金樽漁港安檢所（金樽漁港）
- 伽藍漁港安檢所（伽藍漁港）
- 美和安檢所（知本溪出海口）
- 三和安檢所（三和漁港）
- 香蘭安檢所（太麻里鄉）
- 大武漁港安檢所（大武漁港）
- 綠島漁港安檢所（綠島漁港）
- 開元漁港安檢所（開元漁港）

## 外部連結
- 海洋委員會海巡署東部分署 （页面存档备份，存于）